# Plethodontohyla brevipes
Espèce
Statut de conservation UICN

 VU  : Vulnérable
Plethodontohyla brevipes est une espèce d'amphibiens de la famille des Microhylidae.

## Répartition
Cette espèce est endémique de Madagascar. Son aire de répartition concerne notamment le parc national de Ranomafana où elle se rencontre entre 900 et 1 100 m d'altitude,.

## Description
Plethodontohyla brevipes mesure environ 35 mm. La peau de son dos est légèrement granuleuse.

## Publication originale
- Boulenger, 1882 : Catalogue of the Batrachia Salientia s. Ecaudata in the collection of the British Museum, ed. 2, p. 1-503 (texte intégral).